# 湖南市立下田小学校
湖南市立下田小学校（こなんしりつ しもだしょうがっこう）は、滋賀県湖南市下田にある市立の小学校。

## 沿革
1874年（明治7年）に大成学校として開校した。校名は1886年（明治19年）に尋常科下田小学校、1901年（明治34年）に下田尋常高等小学校、1908年（明治41年）に下田尋常小学校、1941年（昭和16年）に下田国民学校へそれぞれ改称された後、1947年（昭和22年）に現校名となった（※当時は下田村。後に市町村合併の関係で市町村名の変更が2回行われている）。
その後、1968年（昭和43年）に湖南工業団地が造成されたことによって新興住宅地が急増し、児童数も増加した。1977年（昭和52年）には学区分離が行われ、その対象となった学区には甲西町立水戸小学校（現在の湖南市立水戸小学校）が設けられた。

### 年表
- 1874年（明治7年）3月 - 大成学校として開校。
- 1876年（明治9年） - 新校舎を築く。
- 1886年（明治19年）9月 - 校名を尋常科下田小学校に改称。
- 1898年（明治31年） - 新校舎を築く（※現在は同地に下田公民館が建つ）。
- 1901年（明治34年）4月 - 校名を下田尋常高等小学校に改称。
- 1908年（明治41年）4月 - 高等科の廃止に伴い、校名を下田尋常小学校に改称。
- 1922年（大正11年）6月 - 現在地に移転する。
- 1928年（昭和3年） - 正面校舎を築く。
- 1941年（昭和16年）4月 - 校名を下田国民学校に改称。
- 1947年（昭和22年）4月 - 校名を下田村立下田小学校に改称。
- 1953年（昭和28年） - 校歌を制定する。
- 1958年（昭和33年）10月 - 下田村が甲西町に編入される。校名を甲西町立下田小学校に改称。
- 1971年（昭和46年）5月 - 北校舎が竣工する。
- 1975年（昭和50年）11月 - 南校舎が竣工する。
- 1976年（昭和51年）3月 - 体育館が竣工する。
- 1977年（昭和52年）4月 - 当校から甲西町立水戸小学校（現在の湖南市立水戸小学校）が分離し、開校。
- 1985年（昭和60年）4月 - 東校舎が竣工する。
- 1990年（平成2年）
  - 4月 - プールが竣工する。
  - 10月 - 運動場に夜間照明設備が設置される。
- 1994年（平成6年） - 創立120周年記念モニュメント「新芽」を建立。
- 2004年（平成16年）10月1日 - 甲賀郡甲西町と石部町が合併して湖南市が発足。湖南市立下田小学校に改称。
- 2017年（平成29年） - コミュニティスクールを開始。

## 基礎データ

### スローガン
- 校訓 - 大成[2]
- 教育目標 - あきらめず何度でもチャレンジする児童の育成[2]

## 学区
下田、日枝町、岩根字大谷の一部、岩根字ワンワン山の一部、日枝山手台一丁目

## 進学先中学校
- 湖南市立日枝中学校[3]

## アクセス
- 湖南市コミュニティバス「下田小学校」停留所下車。

## 著名な卒業生
- 山中慎介[4] - 元プロボクサー、元WBC世界バンタム級王者。